# Thrinchostoma asianum
Thrinchostoma asianum là một loài Hymenoptera trong họ Halictidae. Loài này được Sakagami, Kato & Itino mô tả khoa học năm 1991.